# Veit Khisl

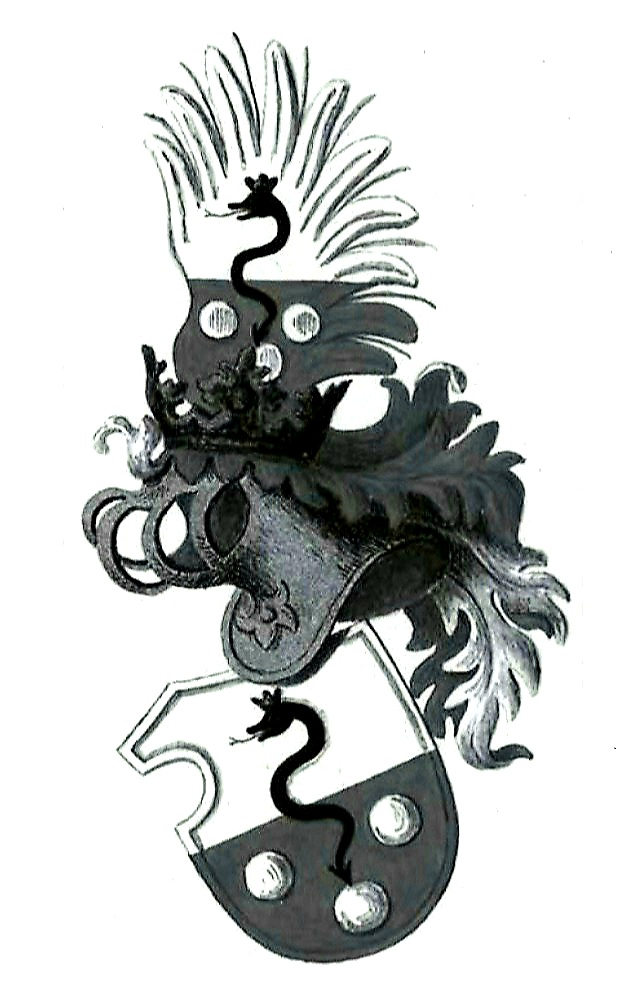
Stammwappen der Khisl

Veit Khisl, auch Veit Khisl von Kaltenbrunn slowenisch: Vid Khissel († entweder 1547 oder nach 1569) war in der ersten Hälfte des 16. Jahrhunderts Handelsunternehmer ein im Herzogtum Krain und zwischen 1533 und 1546 Bürgermeister von Laibach (heute Ljubljana). Er gilt als Stammvater des in Krain ansässigen Adelsgeschlechtes Khisl.

## Leben
Veit Khisl wurde erstmals urkundlich im Januar 1522 genannt, als der angeblich aus Bayern stammende Unternehmer als Bürger von Laibach angenommen wurde.

### Unternehmer und Stadtrichter sowie Bürgermeister
Khisl wird in der ersten Hälfte des 16. Jahrhunderts als Mitinhaber der Handelsgesellschaft Khisl-Weilhammer genannt. Das Unternehmen war unter anderem im Besitz eines Kupferhandelsmonopols, beteiligte sich am Quecksilberhandel und unterhielt eine Glashütte in Kaltenbrunn.
Veit Khisl wird zwischen 1527 und 1529 als Stadtrichter genannt Er war Bürgermeister von Laibach mindestens in den Jahren 1533 bis 1534, 1537, 1540 bis 1544.

### Nobilitierung und Gutsbesitz mit Schlossbau
Wißgrill (1804) beschreibt, dass Veit Khisl am 1. Juli 1554 unter Kaiser Ferdinand I. der Adelsbrief und das adelige Wappen verliehen wurde, und dass man ihn unter Maximilian II. am 15. Mai 1569 in den Ritterstand aufnahm.
Er erwarb das Gut Kaltenbrunn am Fluss Laibach und begann 1528 mit dem Bau von Schloss Kaltenbrunn (heute Schloss Fuzine im Stadtbezirk Moste von Ljubljana). Das Anwesen wurde ihm nach Wißgrill am 7. Mai 1561 als freiherrliches Lehen übergeben. Ob hier fälschlicherweise die Nobilitierung seines Sohnes Johann auf Veit übertragen wurde, ist nicht geklärt. 

## Nachkommen
Aus seiner Ehe mit NN Stettner gingen der Sohn Johann und mehrere Töchter hervor, darunter die Töchter Emerenziana und Anna.

### Emerenziana Khisl
Die Tochter Emerenziana heiratete 1574 Johann Baptist Valvasor. Dieser war ein Großhändler aus dem lombardischen Telgate, achtzehn Kilometer südöstlich von Bergamo, kam um 1550 nach Krain und wurde Präfekt zu Gurkfeld. Mit Emerentiana hatte er keine Nachkommen. Er war ein Großonkel 2. Grades von Johann Weichard von Valvasor, Freiherr zu Galleneck und Neudorff, Herr zu Wagensperg und Liechtenberg.

### Anna Khisl
Anna Khisl heiratete Vinzenz Watz und gebar sechs Kinder: Martin, Margaretha, Peter, Gregor, Johann und Michael.